# Czech Tour 2024
15. ročník etapového cyklistického závodu Czech Tour se konal mezi 25. a 28. červencem 2024 v Česku. Celkovým vítězem se stal Švýcar Marc Hirschi z týmu UAE Team Emirates. Na druhém a třetím místě se umístili Ital Diego Ulissi (UAE Team Emirates) a Kolumbijec Sergio Higuita (Red Bull–Bora–Hansgrohe).
Závod byl součástí UCI Europe Tour 2024 na úrovni 2.1.  

## Týmy
Závodu se zúčastnilo 8 z 18 UCI WorldTeamů, 8 UCI ProTeamů a 6 UCI Continental týmů. Celkově v první etapě startovalo 147 jezdců.
UCI WorldTeamy
- Bahrain Victorious
- Ineos Grenadiers
- Intermarché–Wanty
- Red Bull–Bora–Hansgrohe
- Soudal–Quick-Step
- Team dsm–firmenich PostNL
- UAE Team Emirates
- Visma–Lease a Bike

UCI ProTeamy
- Bingoal WB
- Polti–Kometa
- Q36.5 Pro Cycling Team
- TDT–Unibet Cycling Team
- Team Corratec–Vini Fantini
- Team Flanders–Baloise
- Tudor Pro Cycling Team
- Uno-X Mobility

UCI Continental týmy
- ATT Investments
- CCACHE x Par Küp
- Elkov–Kasper
- Israel Premier Tech Academy
- Lidl–Trek Future Cycling
- Pierre Baguette Cycling

## Trasa a etapy
| Etapa         | Datum         | Trasa                            | Vzdálenost    | Typ      | Typ           | Vítěz                    |
| ------------- | ------------- | -------------------------------- | ------------- | -------- | ------------- | ------------------------ |
| 1             | 25. července  | Prostějov – Ostrava              | 151,2 km      |          | Zvlněná etapa | Luke Lamperti (USA)      |
| 2             | 26. července  | Zlín – Pustevny                  | 172,7 km      |          | Horská etapa  | Marc Hirschi (SUI)       |
| 3             | 27. července  | Moravská Třebová – Dlouhé Stráně | 134 km        |          | Horská etapa  | Thomas Gloag (GBR)       |
| 4             | 28. července  | Šumperk – Šternberk              | 129,2 km      |          | Zvlněná etapa | Julian Alaphilippe (FRA) |
| Celková délka | Celková délka | Celková délka                    | Celková délka | 587,1 km | 587,1 km      | 587,1 km                 |

## Průběžné pořadí
| Etapa          | Vítěz              | Celkové pořadí | Bodovací soutěž | Vrchařská soutěž | Soutěž mladých jezdců | Nejlepší český jezdec | Soutěž týmů               |
| -------------- | ------------------ | -------------- | --------------- | ---------------- | --------------------- | --------------------- | ------------------------- |
| 1              | Luke Lamperti      | Luke Lamperti  | Luke Lamperti   | Tomáš Kalojíros  | Luke Lamperti         | Pavel Bittner         | Team dsm-firmenich PostNL |
| 2              | Marc Hirschi       | Marc Hirschi   | Marc Hirschi    | Michal Schuran   | Marco Brenner         | Martin Voltr          | Red Bull–Bora–Hansgrohe   |
| 3              | Thomas Gloag       | Marc Hirschi   | Marc Hirschi    | Marc Hirschi     | Marco Brenner         | Martin Voltr          | Polti–Kometa              |
| 4              | Julian Alaphilippe | Marc Hirschi   | Marc Hirschi    | Michal Schuran   | Marco Brenner         | Martin Voltr          | Visma–Lease a Bike        |
| Konečné pořadí | Konečné pořadí     | Marc Hirschi   | Marc Hirschi    | Michal Schuran   | Marco Brenner         | Martin Voltr          | Visma–Lease a Bike        |

- Ve 2. etapě nosil Pavel Bittner, jenž byl druhý v bodovací soutěži, zelený dres, neboť lídr této klasifikace Luke Lamperti nosil žlutý dres pro lídra celkového pořadí. Alberto Bruttomesso, jenž byl třetí v soutěži mladých jezdců, nosil bíly dres, neboť lídr této klasifikace Luke Lamperti nosil žlutý dres pro lídra celkového pořadí a Pavel Bittner nosil zelený dres. Nikdo nenosil červený dres pro nejlepšího českého jezdce, protože Pavel Bittner, jenž byl druhý v bodovací soutěži, nosil zelený dres.[9]